# Stefansberg (Maisach)
Stefansberg ist ein Ortsteil der oberbayerischen Gemeinde Maisach im Landkreis Fürstenfeldbruck. Am 1. Mai 1978 kam Stefansberg als Ortsteil der bis dahin selbstständigen Gemeinde Germerswang zu Maisach.

## Lage
Das Kirchdorf liegt circa zwei Kilometer nordwestlich von Maisach.

## Geschichte

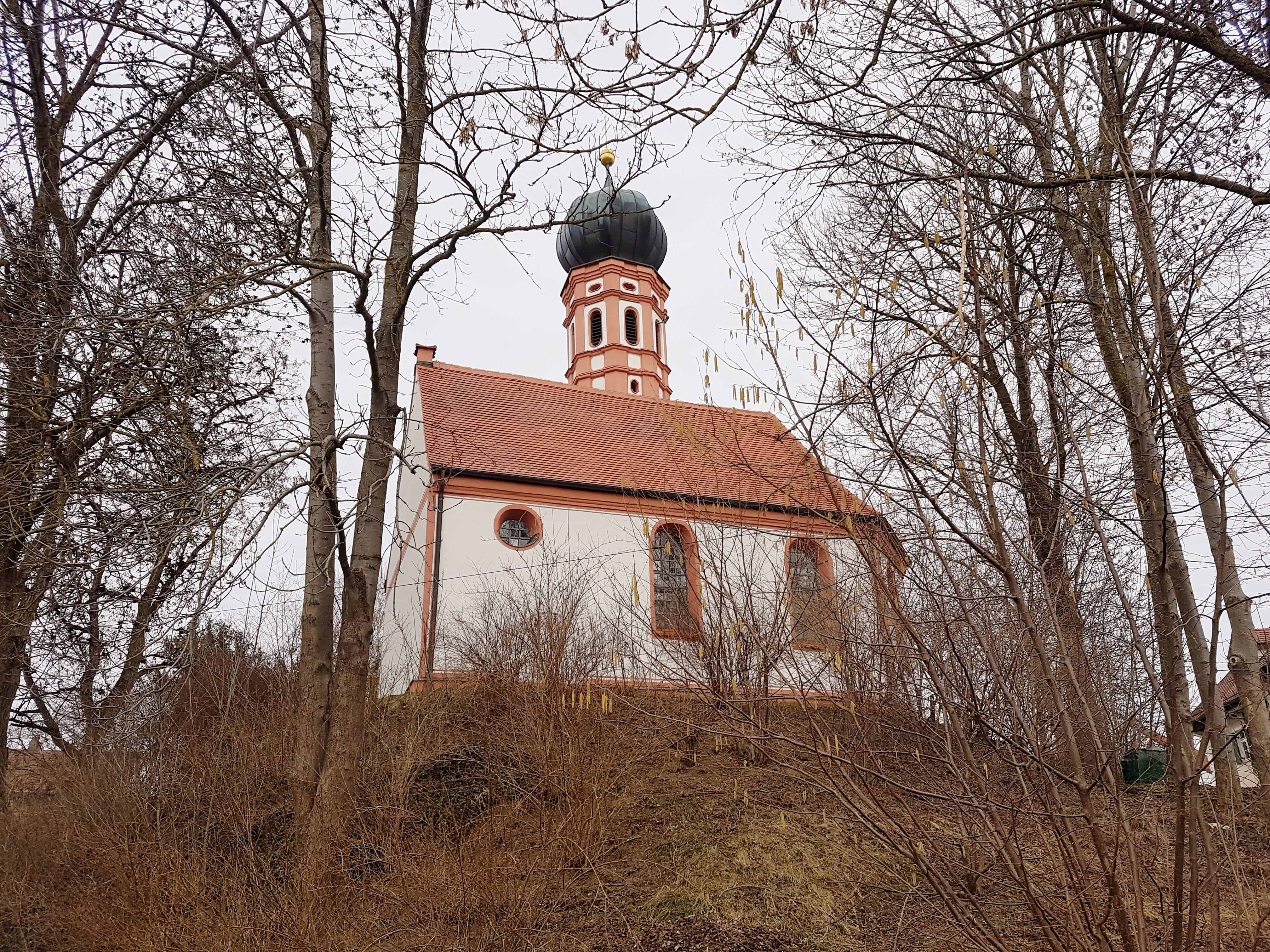
Kirche St. Stephan

Stefansberg wurde 1260 erstmals erwähnt und hieß im 13. Jahrhundert Westerberg. Der Ort war eine Vogtei der Burg Haimhausen. Der Münchner Bürger Johann Prenner verkaufte diese im Jahr 1396 an das Kloster Fürstenfeld. Der Grundbesitz der 14 Anwesen verteilten sich im 17./18. Jahrhundert auf knapp Besitzer. Ab dem Jahr 1818 bis zum Jahresende 1977 gehörte Stefansberg zur Gemeinde Germerswang.

## Baudenkmäler
Siehe auch: Liste der Baudenkmäler in Stefansberg
- Katholische Filialkirche St. Stephan, erbaut Anfang des 16. Jahrhunderts

## Bodendenkmäler
Siehe: Liste der Bodendenkmäler in Maisach